# Питтсбургский зоопарк

Логотип зоопарка

Питтсбургский зоопарк — один из шести крупнейших зоопарков и океанариумов в Соединенных Штатах. Расположен в Питтсбурге, штат Пенсильвания 40°29′02″ с. ш. 79°55′05″ з. д., зоопарк занимает площадь в 77 акров (31 га), где насчитывается более 4000 животных, всего 475 видов, в том числе 20 находящиеся под угрозой исчезновения.
Зоопарк является аккредитованным членом ассоциации зоопарков и океанариумов (АЗА).

## История
Питтсбургский зоопарк был открыт 14 июня 1898 года, после того как Кристофер Магги пожертвовал 125 тысяч $ для строительства зоологического сада в Питтсбурге. В 1949 году открылся отдел зоопарка для детей, там находились интерактивные экспозиции и игровые площадки для детей. В 1967 году для общественности стал открыт океанариум, это был первый океанариум в Пенсильвании и второй по величине аквариум в США. В 1980 году в зоопарке начались изменения, было принято решение строить более натуралистических экспонатов. Азиатский лес который был открыт в 1983 году был первой областью зоопарка которая использовала философию натуралистических экспонатов. В 1991 году зоопарк преобразовал пять акров земли в тропический лес, в котором находились около 16 видов приматов и 150 видов тропических растений. В этом же году зоопарк был переоборудован в ферму для детей. В 1994 году зоопарк стал частной некоммерческой организацией, в том же году был построен образовательный комплекс, это здание содержало в себе 5 классных комнат, библиотеку и лекционный зал. Строительство этого здания стало очень важной частью в истории зоопарка, потому что это означает преданность зоопарка в сохранении образования. В 2000 году был расширен аквариум, он стал в два раза больше предыдущего. В 2002 году образовательный комплекс также был расширен за счёт пристройки второго этажа.

## Экспозиции
Питтсбургский зоопарк разделён на 7 разделов, каждый из которых посвящён отдельной тематике.

### Детский раздел
Был открыт в 1949 году, в этом разделе в основном находятся одомашненные животные, а также ряд экспозиций показывающих дикую природу Пенсильвании. Этот раздел позволяет детям больше узнать о жизни животных, о их поведении.

### Аквариум
Построенный в 1967 году и расширенный в 2000 году, аквариум имеет площадь 45000 квадратных футов и состоит из двух этажей, которые представляют несколько водных сред обитания. Темой аквариума является «Разнообразие воды», он содержит ряд экспозиций которые изображают несколько различных морских экосистем.

### Азиатский лес
Содержит животных из стран Восточной и Юго-Восточной Азии и имитирует путешествие от Гималаев до Индонезии. В этом разделе представлены также виды, находящиеся под угрозой вымирания.

### Тропический лес
Был открыт в 1991 году, находится на территории 16 акров. Этот раздел в основном фокусируется на приматах и лемурах.

### Африканские саванны
Открытый в 1987 году, этот раздел содержит львов, слонов, жирафов и носорогов.

### Край воды
Открыт в 2006 году, является самой новой пристройкой зоопарка, находится рядом с аквариумом. В этом разделе показаны способы взаимодействия человека с морской фауной.

## Будущее
В августе 2010 года зоопарк объявил о расширении проекта, предварительно названного «Вершина мира», это новое дополнение к зоопарку будет расположено на вершине большого холма. Этот раздел будет посвящён исключительно редким и исчезающим видам. Также там будет построена ветеринарная клиника и большой террариум для рептилий.